# Turó del Vicari
El Turó del Vicari és una muntanya de 206 metres que es troba entre els municipis de Fogars de la Selva, a la comarca de la Selva i de Sant Celoni, a la comarca del Vallès Oriental.